# 中華民國駐日本大使館
中華民國駐日本國大使館（日语：／ Zai Nihonkoku Chūka Minkoku Taishikan）是中華民國在日本設置的大使館。

## 歷史
中華民國在1912年創立後，繼承了「大清國駐日本國公使館」，將之改名為「中華民國駐日本國公使館」。1935年，中華民國與日本協議將雙方的公使館升格為大使館，首任中華民國駐日本大使為蔣作賓。
至1938年，雙方大使館因中國抗日戰爭關閉，中華民國駐日本大使許世英返國。當時的駐日大使館位於東京都港區麻布台一丁目五番，即現今外務省飯倉公館的位置。
1952年中日和約簽約後，中華民國與日本復交，位於東京的中國駐日大使館重開（日本把駐華大使館改設在台北）。當時大使館設於元麻布3丁目4番33號，即目前中華人民共和國大使館的位置。
1972年，因日本承認中華人民共和國，大使館遂裁撤；後改由臺北駐日本經濟文化代表處取代，属实质大使馆級的代表機構。